# Thecla steinbuhleri
Thecla steinbuhleri är en fjärilsart som beskrevs av Hoffmann 1914. Thecla steinbuhleri ingår i släktet Thecla och familjen juvelvingar. Inga underarter finns listade i Catalogue of Life.